# Simyra gemipuncta
Simyra gemipuncta là một loài bướm đêm trong họ Noctuidae.